# مارك فيرغسون
مارك فيرغسون (بالإنجليزية: Mark Ferguson)‏ (6 نوفمبر 1960 بليفربول في المملكة المتحدة - ) هو لاعب كرة قدم بريطاني في مركز الهجوم. لعب مع نادي ترانمير روفرز لكرة القدم ونادي سكاربورو ونورثويتش فيكتوريا.